# Bamboo Airways
Bamboo Airways JSC, che opera come Bamboo Airways, è una compagnia aerea vietnamita di proprietà del gruppo FLC, con sede nel distretto di Cầu Giấy, Hanoi.

## Storia
La compagnia aerea è stata fondata nel 2017 da FLC Group, un conglomerato di servizi finanziari, immobiliare, turismo e materie prime con un capitale sociale di 700 miliardi di VND ($ 30,8 milioni). La compagnia ha ricevuto il suo certificato di operatore aereo nell'estate 2018 ed è stata autorizzata alle attività di volo, dall'autorità nazionale per l'aviazione civile (CAAV) a novembre. Le operazioni di volo sono iniziate il 16 gennaio 2019 con le rotte Hanoi - Quy Nhon, Hanoi - Dông Hoi, Ho Chi Minh City - Quy Nhon, Hanoi - Ho Chi Minh City e Ho Chi Minh City-Vân Dôn.

## Flotta
A gennaio 2024 la flotta Bamboo Airways risulta composta dai seguenti aerei: